# أليكس رايت (ملحن)
أليكس رايت هو ملحن ومنتج أسطوانات كندي، ولد في 28 أغسطس 1980 في تورونتو في كندا.